# Taglang La
Taglang La est un col carrossable de haute montagne, en Inde. Situé dans la région du Ladakh, dans la chaîne de l'Himalaya, il s'élève à une altitude de 5 359 m et est considéré comme la deuxième route carrossable la plus haute du Ladakh, juste après le col de Khardung La (5 359 mètres environ lui aussi).

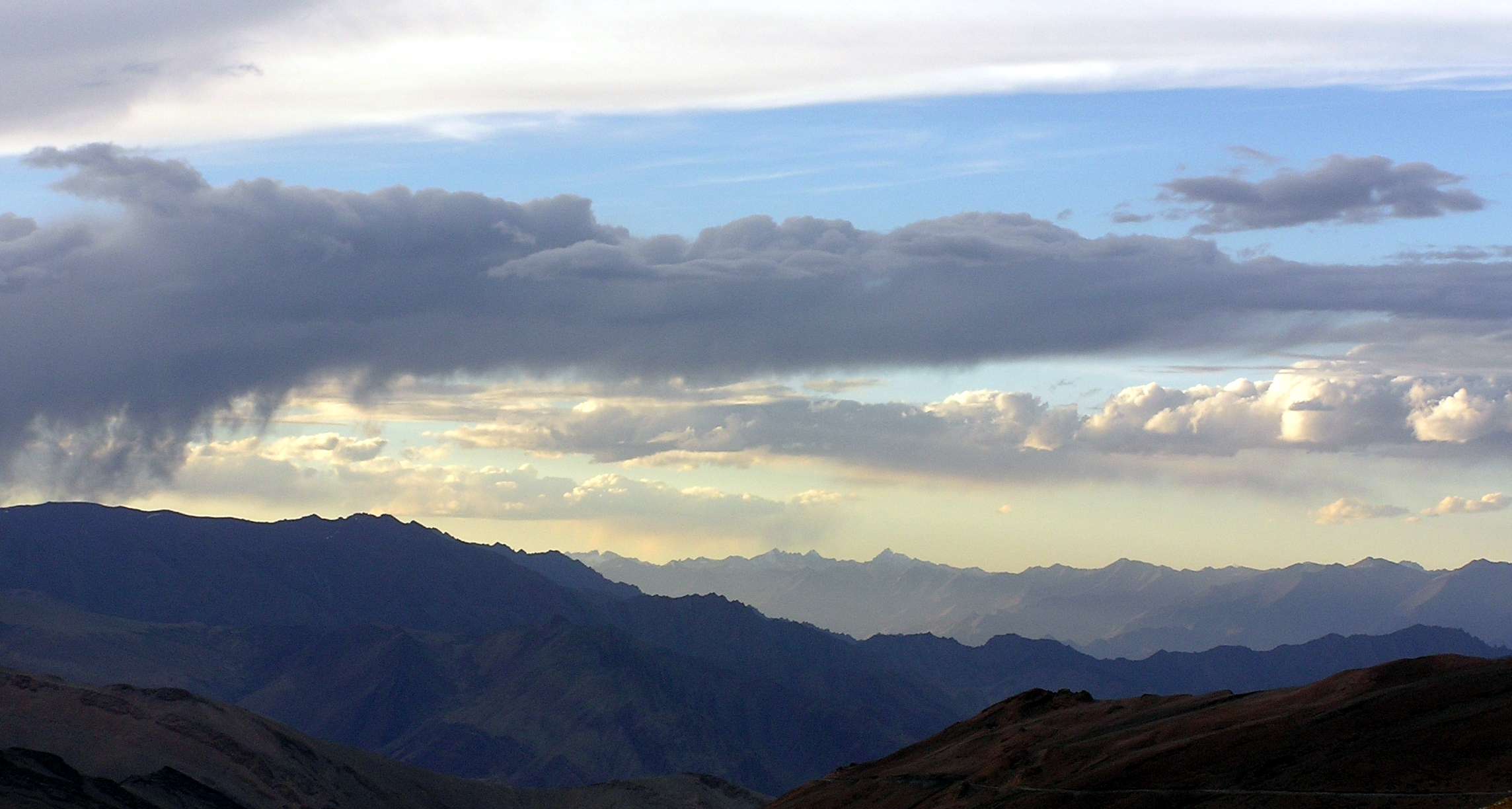
Vue du col sur l'Himalaya.
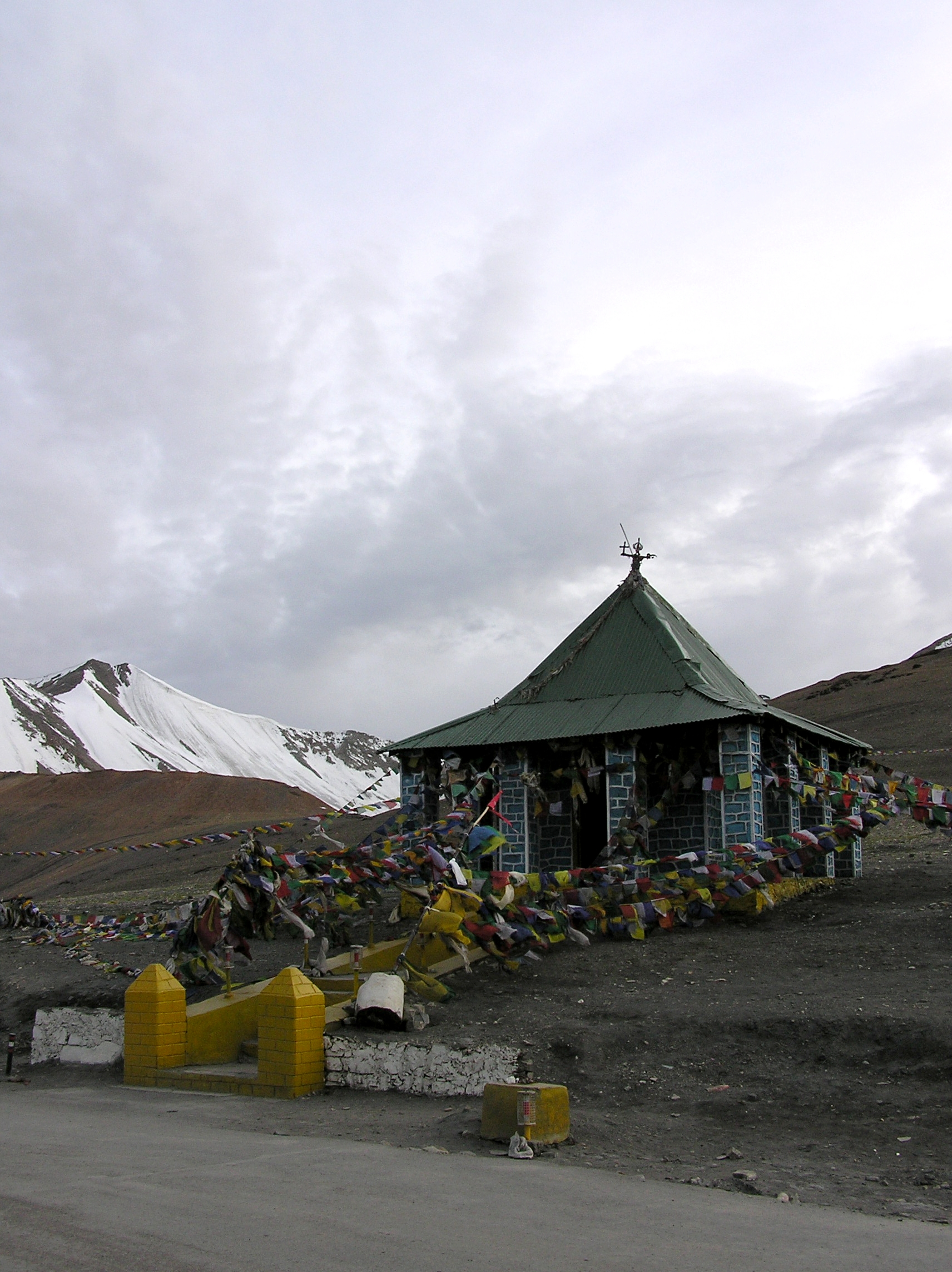
Col de Taglang La, Inde.